# Selección de fútbol playa del Líbano
La selección de fútbol playa del Líbano es el representativo del país en competiciones oficiales. Pertenece a la Confederación Asiática de Fútbol, y realizó su primera participación en una ronda clasificatoria para la copa mundial, en el año 2013.

## Participación en torneos oficiales

### Clasificación para la copa mundial
El mes de enero de 2013, el Líbano tomó parte por primera vez en una fase de clasificación de la AFC, para la copa mundial a realizarse en Tahití. Aunque logró dos victorias, no pasó de la primera ronda de la competencia. Sin embargo, el 2015 disputó el tercer puesto y por tanto un cupo para la copa mundial contra Irán, pero cayó derrotado con un marcador de 3 - 8.

### Juegos Asiáticos
El año 2012 la selección libanesa logró la cuarta posición del torneo de fútbol playa en los Juegos Asiáticos de Haiyang, en lo que era su segunda presentación en el evento.

### Copa Lagos
En el mes de diciembre de 2012, se estrenó en la Copa Lagos de Nigeria y acabó en la segunda posición, con resultados favorables sobre Portugal (5 - 4) y Argentina (5 - 4); y una derrota ante la selección local (7 - 8).

## Estadísticas

### Copa Mundial de Fútbol Playa FIFA
| Copa Mundial de Fútbol Playa FIFA | Copa Mundial de Fútbol Playa FIFA | Copa Mundial de Fútbol Playa FIFA | Copa Mundial de Fútbol Playa FIFA | Copa Mundial de Fútbol Playa FIFA | Copa Mundial de Fútbol Playa FIFA | Copa Mundial de Fútbol Playa FIFA | Copa Mundial de Fútbol Playa FIFA |
| Año                               | Ronda                             | J                                 | G                                 | G+                                | P                                 | GF                                | GC                                |
| --------------------------------- | --------------------------------- | --------------------------------- | --------------------------------- | --------------------------------- | --------------------------------- | --------------------------------- | --------------------------------- |
| 2005 - 2011                       | No participó                      | No participó                      | No participó                      | No participó                      | No participó                      | No participó                      | No participó                      |
| 2013                              | No clasificó                      | No clasificó                      | No clasificó                      | No clasificó                      | No clasificó                      | No clasificó                      | No clasificó                      |
| 2015                              | No clasificó                      | No clasificó                      | No clasificó                      | No clasificó                      | No clasificó                      | No clasificó                      | No clasificó                      |
| 2017                              | No clasificó                      | No clasificó                      | No clasificó                      | No clasificó                      | No clasificó                      | No clasificó                      | No clasificó                      |
| 2019                              | No clasificó                      | No clasificó                      | No clasificó                      | No clasificó                      | No clasificó                      | No clasificó                      | No clasificó                      |
| 2021                              | No clasificó                      | No clasificó                      | No clasificó                      | No clasificó                      | No clasificó                      | No clasificó                      | No clasificó                      |
| Total                             | 0/11                              | -                                 | -                                 | -                                 | -                                 | -                                 | -                                 |

### Copa Asiática de Fútbol Playa
| Copa Asiática de Fútbol Playa | Copa Asiática de Fútbol Playa | Copa Asiática de Fútbol Playa | Copa Asiática de Fútbol Playa | Copa Asiática de Fútbol Playa | Copa Asiática de Fútbol Playa | Copa Asiática de Fútbol Playa | Copa Asiática de Fútbol Playa |
| Año                           | Ronda                         | J                             | G                             | G+                            | P                             | GF                            | GC                            |
| ----------------------------- | ----------------------------- | ----------------------------- | ----------------------------- | ----------------------------- | ----------------------------- | ----------------------------- | ----------------------------- |
| 2006 - 2011                   | No participó                  | No participó                  | No participó                  | No participó                  | No participó                  | No participó                  | No participó                  |
| 2013                          | Octavo lugar                  | 5                             | 2                             | 0                             | 3                             | 21                            | 24                            |
| 2015                          | Cuarto lugar                  | 5                             | 1                             | 1                             | 3                             | 18                            | 19                            |
| 2017                          | Cuarto lugar                  | 4                             | 2                             | 0                             | 2                             | 17                            | 14                            |
| 2019                          | Cuartos de final              | 4                             | 2                             | 0                             | 2                             | 21                            | 12                            |
| Total                         | 4/9                           | 18                            | 7                             | 1                             | 10                            | 77                            | 66                            |